# Campeonato de Invierno 2011 (Costa Rica)
El Campeonato de Invierno 2011 fue la edición 97.ª del torneo de liga de la Primera División del fútbol costarricense, que inició la temporada 2011-12. Se anotaron 321 goles.
En esta temporada se contó con la participación de once equipos, cantidad dispareja ocasionada tras la desafiliación de Barrio México la campaña anterior. La Universidad de Costa Rica descendió y le cedió su lugar a Belén que volvió luego de perder la categoría en el torneo 2004-05. El cuadro de Brujas cambió su nombre y pasó a llamarse Orión.
Alajuelense se proclamó campeón al derrotar en penales al Herediano, alcanzando el tricampeonato tras nueve años de haber conseguido el anterior.

## Sistema de competición
El torneo de la Primera División está conformado en dos partes:
- Fase de clasificación: Se integra por las 22 jornadas del torneo.
- Fase final: Se integra por las semifinales y final.

### Fase de clasificación
En la fase de clasificación se observará el sistema de puntos. La ubicación en la tabla general está sujeta a lo siguiente:
- Por juego ganado se obtendrán tres puntos.
- Por juego empatado se obtendrá un punto.
- Por juego perdido no se otorgan puntos.

En esta fase participan los 11 clubes de la Primera División jugando en cada torneo todos contra todos durante las 22 jornadas respectivas, a visita recíproca, en la que un equipo tiene una fecha libre debido a la imparidad del número de clubes.
El orden de los clubes al final de la fase de calificación del torneo corresponderá a la suma de los puntos obtenidos por cada uno de ellos y se presentará en forma descendente. Si al finalizar las 22 jornadas del torneo, dos o más clubes estuviesen empatados en puntos, su posición en la tabla será determinada atendiendo a los siguientes criterios de desempate:
1. Mayor diferencia positiva general de goles. Este resultado se obtiene mediante la sumatoria de los goles anotados a todos los rivales, en cada campeonato menos los goles recibidos de estos.
2. Mayor cantidad de goles a favor, anotados a todos los rivales dentro de la misma competencia.
3. Mejor puntuación particular que hayan conseguido en las confrontaciones particulares entre ellos mismos.
4. Mayor diferencia positiva particular de goles, la cual se obtiene sumando los goles de los equipos empatados y restándole los goles recibidos.
5. Mayor cantidad de goles a favor que hayan conseguido en las confrontaciones entre ellos mismos.
6. Como última alternativa, la UNAFUT realizaría un sorteo para el desempate.

### Fase final
Los cuatro clubes mejor ubicados en la tabla de posiciones clasifican a la fase eliminatoria. Los dos primeros puestos reciben la «ventaja deportiva», la cual se aplica en caso de un empate en los encuentros de ida y vuelta de las semifinales, así como terminar la serie de local. La primera etapa se desarrolla de la siguiente manera:
En la final se reubican los clubes de acuerdo a su posición en la tabla, para determinar el conjunto local y visitante en los juegos de ida y vuelta, respectivamente. El vencedor se asegura un puesto a la fase de grupos de la Liga de Campeones de la Concacaf 2012-13.

## Información de los equipos
| Equipo             | Entrenador           | Ciudad                  | Estadio                | Capacidad | Fundación       |
| ------------------ | -------------------- | ----------------------- | ---------------------- | --------- | --------------- |
| A. D. San Carlos   | Daniel Casas         | San Carlos, Alajuela    | Carlos Ugalde          | 5 600     | 1965 (46 años)  |
| Belén F. C.        | Vinicio Alvarado     | Belén, Heredia          | Polideportivo de Belén | 1 000     | 1979 (32 años)  |
| C. S. Cartaginés   | Johnny Chaves        | Cartago                 | "Fello" Meza           | 13 500    | 1906 (105 años) |
| C. S. Herediano    | Jafet Soto           | Heredia                 | Rosabal Cordero        | 8 721     | 1921 (90 años)  |
| Deportivo Saprissa | Alexandre Guimarães  | Tibás, San José         | Ricardo Saprissa       | 23 112    | 1935 (76 años)  |
| L. D. Alajuelense  | Óscar Ramírez        | Alajuela                | Morera Soto            | 17 895    | 1919 (92 años)  |
| Limón F. C.        | Hernán Fernando Sosa | Limón                   | Juan Gobán             | 2 349     | 1961 (50 años)  |
| Orión F. C.        | Juan Luis Hernández  | Desamparados, San José  | "Cuty" Monge           | 5 500     | 1926 (85 años)  |
| Pérez Zeledón      | Carlos Restrepo      | Pérez Zeledón, San José | Municipal              | 6 100     | 1991 (20 años)  |
| Puntarenas F. C.   | Luis Fernando Fallas | Puntarenas              | "Lito" Pérez           | 4 105     | 2004 (7 años)   |
| Santos de Guápiles | Marvin Solano        | Guápiles, Limón         | Ebal Rodríguez         | 4 500     | 1961 (50 años)  |

### Equipos por provincia
| Saprissa Herediano Orión Alajuelense San Carlos Limón Belén Pérez Zeledón Cartaginés Puntarenas Santos |

| Provincia  | N.º | Equipos                         |
| ---------- | --- | ------------------------------- |
| San José   | 3   | Orión, Pérez Zeledón y Saprissa |
| Alajuela   | 2   | Alajuelense y San Carlos        |
| Heredia    | 2   | Belén y Herediano               |
| Limón      | 2   | Limón y Santos                  |
| Cartago    | 1   | Cartaginés                      |
| Puntarenas | 1   | Puntarenas                      |

### Ascenso y descensos
| a la Segunda División               |
| ----------------------------------- |
| Universidad de Costa Rica           |
| A. D. Barrio México (desafiliación) |

| a la Primera División |
| --------------------- |
| Belén F. C.           |

## Fase de clasificación

### Tabla de posiciones
| Pos. | Equipo             | Pts. | PJ | G  | E | P  | GF | GC | Dif. |  |
| ---- | ------------------ | ---- | -- | -- | - | -- | -- | -- | ---- |  |
| 1    | C. S. Herediano    | 39   | 20 | 11 | 6 | 3  | 39 | 19 | +20  |  |
| 2    | L. D. Alajuelense  | 37   | 20 | 11 | 4 | 5  | 38 | 23 | +15  |  |
| 3    | Deportivo Saprissa | 35   | 20 | 9  | 8 | 3  | 34 | 21 | +13  |  |
| 4    | C. S. Cartaginés   | 30   | 20 | 7  | 9 | 4  | 31 | 27 | +4   |  |
| 5    | Puntarenas F. C.   | 28   | 20 | 7  | 7 | 6  | 27 | 34 | −7   |  |
| 6    | Pérez Zeledón      | 26   | 20 | 7  | 5 | 8  | 31 | 30 | +1   |  |
| 7    | Santos de Guápiles | 25   | 20 | 6  | 7 | 7  | 26 | 27 | −1   |  |
| 8    | A. D. San Carlos   | 21   | 20 | 5  | 6 | 9  | 22 | 33 | −11  |  |
| 9    | Belén F. C.        | 19   | 20 | 4  | 7 | 9  | 21 | 30 | −9   |  |
| 10   | Limón F. C.        | 19   | 20 | 5  | 4 | 11 | 19 | 30 | −11  |  |
| 11   | Orión F. C.        | 17   | 20 | 4  | 5 | 11 | 20 | 34 | −14  |  |

 Fuente: UNAFUT
|  | Clasifica a semifinales. |
|  | Último lugar.            |

### Resumen de resultados
| Local / Visita     | ADSC  | BEL   | CSC   | CSH   | SAP   | LDA   | LIM   | OFC   | MPZ   | PFC   | SAN   |
| ------------------ | ----- | ----- | ----- | ----- | ----- | ----- | ----- | ----- | ----- | ----- | ----- |
| A. D. San Carlos   |       | 4 - 0 | 1 - 1 | 0 - 4 | 1 - 4 | 0 - 3 | 2 - 1 | 2 - 2 | 3 - 0 | 0 - 0 | 3 - 1 |
| Belén F. C.        | 1 - 1 |       | 1 - 1 | 1 - 2 | 1 - 1 | 1 - 2 | 3 - 1 | 1 - 1 | 1 - 3 | 1 - 0 | 3 - 0 |
| C. S. Cartaginés   | 0 - 0 | 3 - 2 |       | 3 - 1 | 2 - 1 | 2 - 0 | 3 - 0 | 3 - 1 | 2 - 2 | 3 - 0 | 1 - 1 |
| C. S. Herediano    | 5 - 0 | 1 - 1 | 6 - 3 |       | 1 - 1 | 4 - 0 | 1 - 1 | 1 - 0 | 2 - 1 | 3 - 1 | 1 - 0 |
| Deportivo Saprissa | 2 - 1 | 0 - 0 | 3 - 1 | 1 - 0 |       | 2 - 2 | 0 - 1 | 1 - 0 | 2 - 0 | 1 - 1 | 1 - 0 |
| L. D. Alajuelense  | 3 - 1 | 1 - 0 | 4 - 0 | 2 - 2 | 1 - 1 |       | 0 - 2 | 4 - 2 | 4 - 0 | 0 - 1 | 0 - 2 |
| Limón F. C.        | 0 - 1 | 2 - 1 | 1 - 1 | 1 - 2 | 0 - 2 | 0 - 2 |       | 3 - 2 | 1 - 0 | 3 - 3 | 0 - 2 |
| Orión F. C.        | 1 - 0 | 3 - 1 | 0 - 0 | 0 - 1 | 1 - 4 | 1 - 1 | 1 - 0 |       | 0 - 1 | 0 - 0 | 1 - 3 |
| Pérez Zeledón      | 1 - 0 | 0 - 1 | 0 - 0 | 2 - 1 | 2 - 2 | 1 - 3 | 1 - 1 | 5 - 1 |       | 7 - 1 | 2 - 1 |
| Puntarenas F. C.   | 2 - 0 | 3 - 0 | 2 - 1 | 1 - 1 | 3 - 3 | 1 - 3 | 1 - 0 | 2 - 1 | 3 - 2 |       | 2 - 2 |
| Santos de Guápiles | 2 - 2 | 1 - 1 | 1 - 1 | 0 - 0 | 3 - 2 | 0 - 3 | 2 - 1 | 1 - 2 | 1 - 1 | 3 - 0 |       |

|  | Victoria del equipo local     |
|  | Empate                        |
|  | Victoria del equipo visitante |

## Resultados
- Los horarios corresponden al tiempo de Costa Rica (UTC-6).

| A. D. San Carlos | 1 - 1 | C. S. Cartaginés   | 31 de julio |
| Belén F. C.      | 3 - 0 | Santos de Guápiles | 31 de julio |
| Puntarenas F. C. | 1 - 1 | C. S. Herediano    | 31 de julio |
| Pérez Zeledón    | 1 - 3 | L. D. Alajuelense  | 31 de julio |
| Orión F. C.      | 1 - 0 | Limón F. C.        | 31 de julio |

| Pérez Zeledón      | 1 - 0 | A. D. San Carlos   | 3 de agosto |
| Limón F. C.        | 2 - 1 | Belén F. C.        | 3 de agosto |
| Orión F. C.        | 0 - 0 | Puntarenas F. C.   | 4 de agosto |
| Santos de Guápiles | 1 - 1 | C. S. Cartaginés   | 4 de agosto |
| L. D. Alajuelense  | 1 - 1 | Deportivo Saprissa | 4 de agosto |

| Puntarenas F. C.   | 3 - 2 | Pérez Zeledón      | 7 de agosto |
| Deportivo Saprissa | 0 - 1 | Limón F. C.        | 7 de agosto |
| Belén F. C.        | 1 - 2 | L. D. Alajuelense  | 7 de agosto |
| A. D. San Carlos   | 2 - 2 | Orión F. C.        | 7 de agosto |
| C. S. Herediano    | 1 - 0 | Santos de Guápiles | 9 de agosto |

| Limón F. C.        | 0 - 2 | Santos de Guápiles | 13 de agosto |
| Puntarenas F. C.   | 1 - 3 | L. D. Alajuelense  | 14 de agosto |
| C. S. Cartaginés   | 2 - 2 | Pérez Zeledón      | 14 de agosto |
| Orión F. C.        | 0 - 1 | C. S. Herediano    | 14 de agosto |
| Deportivo Saprissa | 0 - 0 | Belén F. C.        | 14 de agosto |

| L. D. Alajuelense  | 3 - 1 | A. D. San Carlos   | 21 de agosto |
| C. S. Herediano    | 2 - 1 | Pérez Zeledón      | 21 de agosto |
| Belén F. C.        | 1 - 1 | Orión F. C.        | 21 de agosto |
| Santos de Guápiles | 3 - 0 | Puntarenas F. C.   | 21 de agosto |
| C. S. Cartaginés   | 2 - 1 | Deportivo Saprissa | 21 de agosto |

| Pérez Zeledón     | 2 - 2 | Deportivo Saprissa | 24 de agosto |
| A. D. San Carlos  | 2 - 1 | Limón F. C.        | 24 de agosto |
| Orión F. C.       | 0 - 0 | C. S. Cartaginés   | 25 de agosto |
| C. S. Herediano   | 1 - 1 | Belén F. C.        | 30 de agosto |
| L. D. Alajuelense | 0 - 2 | Santos de Guápiles | 30 de agosto |

| A. D. San Carlos   | 3 - 1 | Santos de Guápiles | 28 de agosto |
| Pérez Zeledón      | 0 - 1 | Belén F. C.        | 28 de agosto |
| C. S. Cartaginés   | 3 - 1 | C. S. Herediano    | 28 de agosto |
| Limón F. C.        | 3 - 3 | Puntarenas F. C.   | 28 de agosto |
| Deportivo Saprissa | 1 - 0 | Orión F. C.        | 28 de agosto |

| Puntarenas F. C.   | 2 - 0 | A. D. San Carlos  | 4 de septiembre |
| Orión F. C.        | 0 - 1 | Pérez Zeledón     | 4 de septiembre |
| Belén F. C.        | 1 - 1 | C. S. Cartaginés  | 4 de septiembre |
| Limón F. C.        | 0 - 2 | L. D. Alajuelense | 4 de septiembre |
| Deportivo Saprissa | 1 - 0 | C. S. Herediano   | 4 de septiembre |

| Pérez Zeledón      | 2 - 1 | Santos de Guápiles | 7 de septiembre |
| Limón F. C.        | 1 - 2 | C. S. Herediano    | 7 de septiembre |
| L. D. Alajuelense  | 4 - 0 | C. S. Cartaginés   | 7 de septiembre |
| Belén F. C.        | 1 - 1 | A. D. San Carlos   | 7 de septiembre |
| Deportivo Saprissa | 1 - 1 | Puntarenas F. C.   | 7 de septiembre |

| C. S. Herediano    | 4 - 0 | L. D. Alajuelense  | 11 de septiembre |
| Puntarenas F. C.   | 3 - 0 | Belén F. C.        | 11 de septiembre |
| C. S. Cartaginés   | 3 - 0 | Limón F. C.        | 11 de septiembre |
| A. D. San Carlos   | 1 - 4 | Deportivo Saprissa | 11 de septiembre |
| Santos de Guápiles | 1 - 2 | Orión F. C.        | 11 de septiembre |

| C. S. Herediano    | 5 - 0 | A. D. San Carlos   | 18 de septiembre |
| Deportivo Saprissa | 1 - 0 | Santos de Guápiles | 18 de septiembre |
| L. D. Alajuelense  | 1 - 1 | Orión F. C.        | 18 de septiembre |
| Limón F. C.        | 1 - 0 | Pérez Zeledón      | 18 de septiembre |
| C. S. Cartaginés   | 3 - 0 | Puntarenas F. C.   | 18 de septiembre |

| C. S. Herediano    | 3 - 1 | Puntarenas F. C. |                  |
| C. S. Cartaginés   | 0 - 0 | A. D. San Carlos | 25 de septiembre |
| Santos de Guápiles | 1 - 1 | Belén F. C.      | 25 de septiembre |
| Limón F. C.        | 3 - 2 | Orión F. C.      | 25 de septiembre |
| L. D. Alajuelense  | 4 - 0 | Pérez Zeledón    | 25 de septiembre |

| C. S. Cartaginés   | 1 - 1 | Santos de Guápiles | 28 de septiembre |
| Deportivo Saprissa | 2 - 2 | L. D. Alajuelense  | 9 de noviembre   |
| Belén F. C.        | 3 - 1 | Limón F. C.        | 28 de septiembre |
| Puntarenas F. C.   | 2 - 1 | Orión F. C.        | 28 de septiembre |
| A. D. San Carlos   | 3 - 0 | Pérez Zeledón      | 28 de septiembre |

| Limón F. C.        | 0 - 2 | Deportivo Saprissa | 2 de octubre |
| L. D. Alajuelense  | 1 - 0 | Belén F. C.        | 2 de octubre |
| Orión F. C.        | 1 - 0 | A. D. San Carlos   | 2 de octubre |
| Pérez Zeledón      | 7 - 1 | Puntarenas F. C.   | 2 de octubre |
| Santos de Guápiles | 0 - 0 | C. S. Herediano    | 2 de octubre |

| L. D. Alajuelense  | 0 - 1 | Puntarenas F. C.   | 8 de octubre |
| Belén F. C.        | 1 - 1 | Deportivo Saprissa | 8 de octubre |
| Santos de Guápiles | 2 - 1 | Limón F. C.        | 8 de octubre |
| C. S. Herediano    | 1 - 0 | Orión F. C.        | 8 de octubre |
| C. S. Cartaginés   | 0 - 0 | Pérez Zeledón      | 8 de octubre |

| A. D. San Carlos   | 0 - 3 | L. D. Alajuelense  | 16 de octubre   |
| Deportivo Saprissa | 3 - 1 | C. S. Cartaginés   | 16 de octubre   |
| Orión F. C.        | 3 - 1 | Belén F. C.        | 16 de octubre   |
| Puntarenas F. C.   | 2 - 2 | Santos de Guápiles | 16 de octubre   |
| Pérez Zeledón      | 2 - 1 | C. S. Herediano    | 16 de noviembre |

| C. S. Cartaginés   | 3 - 1 | Orión F. C.       | 23 de octubre |
| Santos de Guápiles | 0 - 3 | L. D. Alajuelense | 23 de octubre |
| Deportivo Saprissa | 2 - 0 | Pérez Zeledón     | 23 de octubre |
| Belén F. C.        | 1 - 2 | C. S. Herediano   | 23 de octubre |
| Limón F. C.        | 0 - 1 | A. D. San Carlos  | 23 de octubre |

| Santos de Guápiles | 2 - 2 | A. D. San Carlos   | 26 de octubre   |
| Orión F. C.        | 1 - 4 | Deportivo Saprissa | 16 de noviembre |
| C. S. Herediano    | 6 - 3 | C. S. Cartaginés   | 26 de octubre   |
| Puntarenas F. C.   | 1 - 0 | Limón F. C.        | 26 de octubre   |
| Belén F. C.        | 1 - 3 | Pérez Zeledón      | 26 de octubre   |

| A. D. San Carlos  | 0 - 0 | Puntarenas F. C.   | 30 de octubre |
| Pérez Zeledón     | 5 - 1 | Orión F. C.        | 30 de octubre |
| C. S. Cartaginés  | 3 - 2 | Belén F. C.        | 30 de octubre |
| L. D. Alajuelense | 0 - 2 | Limón F. C.        | 30 de octubre |
| C. S. Herediano   | 1 - 1 | Deportivo Saprissa | 30 de octubre |

| Santos de Guápiles | 1 - 1 | Pérez Zeledón      | 6 de noviembre |
| C. S. Herediano    | 1 - 1 | Limón F. C.        | 6 de noviembre |
| C. S. Cartaginés   | 2 - 0 | L. D. Alajuelense  | 6 de noviembre |
| A. D. San Carlos   | 4 - 0 | Belén F. C.        | 6 de noviembre |
| Puntarenas F. C.   | 3 - 3 | Deportivo Saprissa | 6 de noviembre |

| L. D. Alajuelense  | 2 - 2 | C. S. Herediano    | 13 de noviembre |
| Belén F. C.        | 1 - 0 | Puntarenas F. C.   | 13 de noviembre |
| Limón F. C.        | 1 - 1 | C. S. Cartaginés   | 13 de noviembre |
| Deportivo Saprissa | 2 - 1 | A. D. San Carlos   | 13 de noviembre |
| Orión F. C.        | 1 - 3 | Santos de Guápiles | 13 de noviembre |

| L. D. Alajuelense  | 4 - 2 | Orión F. C.        | 19 de noviembre |
| A. D. San Carlos   | 0 - 4 | C. S. Herediano    | 20 de noviembre |
| Santos de Guápiles | 3 - 2 | Deportivo Saprissa | 20 de noviembre |
| Pérez Zeledón      | 1 - 1 | Limón F. C.        | 20 de noviembre |
| Puntarenas F. C.   | 2 - 1 | C. S. Cartaginés   | 20 de noviembre |

## Fase final

### Cuadro de desarrollo
|  | Semifinales                                   | Semifinales                                   | Semifinales                                   | Semifinales                                   | Semifinales                                   |   |       | Final                                          | Final                                          | Final                                          | Final                                          | Final                                          |  |
|  | 27 de noviembre (ida) 4 de diciembre (vuelta) | 27 de noviembre (ida) 4 de diciembre (vuelta) | 27 de noviembre (ida) 4 de diciembre (vuelta) | 27 de noviembre (ida) 4 de diciembre (vuelta) | 27 de noviembre (ida) 4 de diciembre (vuelta) |   |       | 11 de diciembre (ida) 18 de diciembre (vuelta) | 11 de diciembre (ida) 18 de diciembre (vuelta) | 11 de diciembre (ida) 18 de diciembre (vuelta) | 11 de diciembre (ida) 18 de diciembre (vuelta) | 11 de diciembre (ida) 18 de diciembre (vuelta) |  |
|  |                                               |                                               |                                               |                                               |                                               |   |       |                                                |                                                |                                                |                                                |                                                |  |
|  |                                               |                                               |                                               |                                               |                                               |   |       |                                                |                                                |                                                |                                                |                                                |  |
|  | 1                                             | C. S. Herediano                               | 2                                             | 1                                             | 3                                             |   |       |                                                |                                                |                                                |                                                |                                                |  |
|  | 1                                             | C. S. Herediano                               | 2                                             | 1                                             | 3                                             |   |       |                                                |                                                |                                                |                                                |                                                |  |
|  | 4                                             | C. S. Cartaginés                              | 1                                             | 0                                             | 1                                             |   |       |                                                |                                                |                                                |                                                |                                                |  |
|  | 4                                             | C. S. Cartaginés                              | 1                                             | 0                                             | 1                                             |   | F1    | C. S. Herediano                                | 1                                              | 1                                              | 1 (5)                                          |                                                |  |
|  |                                               |                                               |                                               |                                               |                                               |   | F1    | C. S. Herediano                                | 1                                              | 1                                              | 1 (5)                                          |                                                |  |
|  |                                               |                                               | F2                                            | L. D. Alajuelense                             | 1                                             | 1 | 1 (6) |                                                |                                                |                                                |                                                |                                                |  |
|  | 2                                             | L. D. Alajuelense                             | F2                                            | L. D. Alajuelense                             | 1                                             | 1 | 1 (6) | 1                                              | 2                                              | 3                                              |                                                |                                                |  |
|  | 2                                             | L. D. Alajuelense                             |                                               |                                               |                                               |   |       | 1                                              | 2                                              | 3                                              |                                                |                                                |  |
|  | 3                                             | Deportivo Saprissa                            | 0                                             | 2                                             | 2                                             |   |       |                                                |                                                |                                                |                                                |                                                |  |
|  | 3                                             | Deportivo Saprissa                            | 0                                             | 2                                             | 2                                             |   |       |                                                |                                                |                                                |                                                |                                                |  |
|  |                                               |                                               |                                               |                                               |                                               |   |       |                                                |                                                |                                                |                                                |                                                |  |

### Semifinales

#### Herediano vs. Cartaginés
| 27 de noviembre de 2011, 11:00 | C. S. Cartaginés    | 1:2 (1:2) | C. S. Herediano                            | Estadio "Fello" Meza, Cartago                                     |                                                                   |
|                                | - Randall Brenes 4' | Reporte   | - Olman Vargas 17' - José Luis Cordero 38' | Asistencia: 9 000 espectadores Árbitro(s): Jeffrey Solís Calderón | Asistencia: 9 000 espectadores Árbitro(s): Jeffrey Solís Calderón |

| 4 de diciembre de 2011, 16:00 | C. S. Herediano    | 1:0 (1:0) (Global 3:1) | C. S. Cartaginés | Estadio Rosabal Cordero, Heredia |                         |
|                               | - Olman Vargas 37' | Reporte                |                  | Árbitro(s): Rafael Vega          | Árbitro(s): Rafael Vega |

#### Alajuelense vs. Saprissa
| 27 de noviembre de 2011, 17:00 | Deportivo Saprissa | 0:1 (0:0) | L. D. Alajuelense       | Estadio Ricardo Saprissa, Tibás, San José                  |                                                            |
|                                |                    | Reporte   | - Alejandro Alpízar 71' | Asistencia: 25 000 espectadores Árbitro(s): Wálter Quesada | Asistencia: 25 000 espectadores Árbitro(s): Wálter Quesada |

| 4 de diciembre de 2011, 18:30 | L. D. Alajuelense                               | 2:2 (1:1) (Global 3:2) | Deportivo Saprissa                      | Estadio Morera Soto, Alajuela                              |                                                            |
|                               | - Alejandro Alpízar 37' - Argenis Fernández 89' | Reporte                | - Maykol Ortiz 39' - Josué Martínez 50' | Asistencia: 19 100 espectadores Árbitro(s): Randall Poveda | Asistencia: 19 100 espectadores Árbitro(s): Randall Poveda |

### Final

#### Herediano vs. Alajuelense
| 11 de diciembre de 2011, 18:00 | L. D. Alajuelense       | 1:1 (1:0) | C. S. Herediano         | Estadio Morera Soto, Alajuela                              |                                                            |
|                                | - Alejandro Alpízar 34' | Reporte   | - José Luis Cordero 45' | Asistencia: 19 836 espectadores Árbitro(s): Wálter Quesada | Asistencia: 19 836 espectadores Árbitro(s): Wálter Quesada |

| 18 de diciembre de 2011, 16:00 | C. S. Herediano | 1:1 (0:0, 1:1) (5:6 p.)(Global 2:2) | L. D. Alajuelense | Estadio Rosabal Cordero, Heredia                                  |                                                                   |
|                                | - José Luis Cordero 72' | Reporte                             | - Marcelo Sarvas 55' | Asistencia: 9 997 espectadores Árbitro(s): Jeffrey Solís Calderón | Asistencia: 9 997 espectadores Árbitro(s): Jeffrey Solís Calderón |
|                                | | Tiros desde el punto penal          | |                                                                   |                                                                   |
|                                | - Marvin Angulo - Jorge Barbosa - Pablo Salazar - Anderson Andrade - José Luis Cordero - Diego Madrigal - José Miguel Cubero |                                     | - Alejandro Alpízar - Kevin Sancho - Elías Palma - Juan Gabriel Guzmán - Marcelo Sarvas - Porfirio López - Argenis Fernández |                                                                   |                                                                   |

#### Final - ida
| 1     | POR   | Patrick Pemberton   |     |
| 2     | DEF   | Elías Palma         |     |
| 4     | DEF   | Giancarlo González  |     |
| 30    | DEF   | Kenner Gutiérrez    | 65' |
| 14    | DEF   | Cristopher Meneses  |     |
| 18    | MED   | Porfirio López      |     |
| 28    | MED   | Juan Gabriel Guzmán | 79' |
| 17    | MED   | Kevin Sancho        |     |
| 13    | MED   | Luis Miguel Valle   |     |
| 11    | DEL   | Alejandro Alpízar   | 73' |
| 19    | DEL   | Jonathan McDonald   |     |
| D. T. | D. T. | Óscar Ramírez       |     |

| 20    | POR   | Daniel Cambronero   |     |
| 17    | DEF   | Marvin Obando       |     |
| 13    | DEF   | Pablo Salazar       |     |
| 26    | DEF   | Junior Alvarado     |     |
| 80    | DEF   | Francisco Calvo     |     |
| 28    | MED   | José Carlos Cancela | 87' |
| 7     | MED   | José Luis Cordero   |     |
| 14    | MED   | José Miguel Cubero  |     |
| 77    | MED   | Anderson Andrade    | 83' |
| 9     | DEL   | Olman Vargas        |     |
| 23    | DEL   | Víctor Núñez        | 70' |
| D. T. | D. T. | Jafet Soto          |     |

| 5  | MED | Christian Oviedo       | 65' |
| 21 | DEL | Argenis Fernández      | 73' |
| 25 | MED | Luis Fernando Sequeira | 79' |

| 19 | DEL | Jorge Barbosa | 70' |
| 11 | MED | Marvin Angulo | 83' |
| 8  | DEF | José Garro    | 87' |

| 34' | Alejandro Alpízar | 1:0 |

| 45' | José Luis Cordero | 1:1 |

| 46' · 73' | Jonathan McDonald Juan Gabriel Guzmán |

| 90' | Giancarlo González |

| Principal  | Wálter Quesada |
| Asistentes | Octavio Jara   |
|            | Rafael Andrade |
| Cuarto     | Rafael Vega    |

| 1     | POR   | Patrick Pemberton   |     |
| 2     | DEF   | Elías Palma         |     |
| 4     | DEF   | Giancarlo González  |     |
| 30    | DEF   | Kenner Gutiérrez    | 65' |
| 14    | DEF   | Cristopher Meneses  |     |
| 18    | MED   | Porfirio López      |     |
| 28    | MED   | Juan Gabriel Guzmán | 79' |
| 17    | MED   | Kevin Sancho        |     |
| 13    | MED   | Luis Miguel Valle   |     |
| 11    | DEL   | Alejandro Alpízar   | 73' |
| 19    | DEL   | Jonathan McDonald   |     |
| D. T. | D. T. | Óscar Ramírez       |     |

| 20    | POR   | Daniel Cambronero   |     |
| 17    | DEF   | Marvin Obando       |     |
| 13    | DEF   | Pablo Salazar       |     |
| 26    | DEF   | Junior Alvarado     |     |
| 80    | DEF   | Francisco Calvo     |     |
| 28    | MED   | José Carlos Cancela | 87' |
| 7     | MED   | José Luis Cordero   |     |
| 14    | MED   | José Miguel Cubero  |     |
| 77    | MED   | Anderson Andrade    | 83' |
| 9     | DEL   | Olman Vargas        |     |
| 23    | DEL   | Víctor Núñez        | 70' |
| D. T. | D. T. | Jafet Soto          |     |

| 5  | MED | Christian Oviedo       | 65' |
| 21 | DEL | Argenis Fernández      | 73' |
| 25 | MED | Luis Fernando Sequeira | 79' |

| 19 | DEL | Jorge Barbosa | 70' |
| 11 | MED | Marvin Angulo | 83' |
| 8  | DEF | José Garro    | 87' |

| 34' | Alejandro Alpízar | 1:0 |

| 45' | José Luis Cordero | 1:1 |

| 46' · 73' | Jonathan McDonald Juan Gabriel Guzmán |

| 90' | Giancarlo González |

| Principal  | Wálter Quesada |
| Asistentes | Octavio Jara   |
|            | Rafael Andrade |
| Cuarto     | Rafael Vega    |

| 1     | POR   | Patrick Pemberton   |     |
| 2     | DEF   | Elías Palma         |     |
| 4     | DEF   | Giancarlo González  |     |
| 30    | DEF   | Kenner Gutiérrez    | 65' |
| 14    | DEF   | Cristopher Meneses  |     |
| 18    | MED   | Porfirio López      |     |
| 28    | MED   | Juan Gabriel Guzmán | 79' |
| 17    | MED   | Kevin Sancho        |     |
| 13    | MED   | Luis Miguel Valle   |     |
| 11    | DEL   | Alejandro Alpízar   | 73' |
| 19    | DEL   | Jonathan McDonald   |     |
| D. T. | D. T. | Óscar Ramírez       |     |

| 20    | POR   | Daniel Cambronero   |     |
| 17    | DEF   | Marvin Obando       |     |
| 13    | DEF   | Pablo Salazar       |     |
| 26    | DEF   | Junior Alvarado     |     |
| 80    | DEF   | Francisco Calvo     |     |
| 28    | MED   | José Carlos Cancela | 87' |
| 7     | MED   | José Luis Cordero   |     |
| 14    | MED   | José Miguel Cubero  |     |
| 77    | MED   | Anderson Andrade    | 83' |
| 9     | DEL   | Olman Vargas        |     |
| 23    | DEL   | Víctor Núñez        | 70' |
| D. T. | D. T. | Jafet Soto          |     |

| 5  | MED | Christian Oviedo       | 65' |
| 21 | DEL | Argenis Fernández      | 73' |
| 25 | MED | Luis Fernando Sequeira | 79' |

| 19 | DEL | Jorge Barbosa | 70' |
| 11 | MED | Marvin Angulo | 83' |
| 8  | DEF | José Garro    | 87' |

| 34' | Alejandro Alpízar | 1:0 |

| 45' | José Luis Cordero | 1:1 |

| 46' · 73' | Jonathan McDonald Juan Gabriel Guzmán |

| 90' | Giancarlo González |

| Principal  | Wálter Quesada |
| Asistentes | Octavio Jara   |
|            | Rafael Andrade |
| Cuarto     | Rafael Vega    |

| 1     | POR   | Patrick Pemberton   |     |
| 2     | DEF   | Elías Palma         |     |
| 4     | DEF   | Giancarlo González  |     |
| 30    | DEF   | Kenner Gutiérrez    | 65' |
| 14    | DEF   | Cristopher Meneses  |     |
| 18    | MED   | Porfirio López      |     |
| 28    | MED   | Juan Gabriel Guzmán | 79' |
| 17    | MED   | Kevin Sancho        |     |
| 13    | MED   | Luis Miguel Valle   |     |
| 11    | DEL   | Alejandro Alpízar   | 73' |
| 19    | DEL   | Jonathan McDonald   |     |
| D. T. | D. T. | Óscar Ramírez       |     |

| 20    | POR   | Daniel Cambronero   |     |
| 17    | DEF   | Marvin Obando       |     |
| 13    | DEF   | Pablo Salazar       |     |
| 26    | DEF   | Junior Alvarado     |     |
| 80    | DEF   | Francisco Calvo     |     |
| 28    | MED   | José Carlos Cancela | 87' |
| 7     | MED   | José Luis Cordero   |     |
| 14    | MED   | José Miguel Cubero  |     |
| 77    | MED   | Anderson Andrade    | 83' |
| 9     | DEL   | Olman Vargas        |     |
| 23    | DEL   | Víctor Núñez        | 70' |
| D. T. | D. T. | Jafet Soto          |     |

| 5  | MED | Christian Oviedo       | 65' |
| 21 | DEL | Argenis Fernández      | 73' |
| 25 | MED | Luis Fernando Sequeira | 79' |

| 19 | DEL | Jorge Barbosa | 70' |
| 11 | MED | Marvin Angulo | 83' |
| 8  | DEF | José Garro    | 87' |

| 34' | Alejandro Alpízar | 1:0 |

| 45' | José Luis Cordero | 1:1 |

| 46' · 73' | Jonathan McDonald Juan Gabriel Guzmán |

| 90' | Giancarlo González |

| Principal  | Wálter Quesada |
| Asistentes | Octavio Jara   |
|            | Rafael Andrade |
| Cuarto     | Rafael Vega    |

#### Final - vuelta
| 20    | POR   | Daniel Cambronero   |     |
| 17    | DEF   | Marvin Obando       |     |
| 21    | DEF   | Pablo Salazar       |     |
| 4     | DEF   | Christian Montero   |     |
| 26    | DEF   | Junior Alvarado     |     |
| 28    | MED   | José Carlos Cancela | 67' |
| 7     | MED   | José Luis Cordero   |     |
| 14    | MED   | José Miguel Cubero  |     |
| 77    | MED   | Anderson Andrade    |     |
| 9     | DEL   | Olman Vargas        | 94' |
| 23    | DEL   | Víctor Núñez        | 65' |
| D. T. | D. T. | Jafet Soto          |     |

| 1     | POR   | Patrick Pemberton  |     |
| 2     | DEF   | Elías Palma        |     |
| 18    | DEF   | Porfirio López     |     |
| 29    | DEF   | Jorge Davis        |     |
| 14    | DEF   | Cristopher Meneses |     |
| 17    | DEF   | Kevin Sancho       |     |
| 5     | MED   | Christian Oviedo   | 52' |
| 10    | MED   | Marcelo Sarvas     |     |
| 13    | MED   | Luis Miguel Valle  |     |
| 11    | DEL   | Alejandro Alpízar  |     |
| 19    | DEL   | Jonathan McDonald  | 79' |
| D. T. | D. T. | Óscar Ramírez      |     |

| 19 | DEL | Jorge Barbosa  | 65' |
| 11 | MED | Marvin Angulo  | 67' |
| 27 | MED | Diego Madrigal | 94' |

| 16 | MED | Allen Guevara 104'  | 52'  |
| 28 | MED | Juan Gabriel Guzmán | 79'  |
| 21 | DEL | Argenis Fernández   | 104' |

| 72' | José Luis Cordero | 1:1 |

| 55' | Marcelo Sarvas | 0:1 |

| Acierto de penal · Acierto de penal · Acierto de penal · Fallo de penal · Acierto de penal · Acierto de penal · Fallo de penal | Marvin Angulo Jorge Barbosa Pablo Salazar Anderson Andrade José Luis Cordero Diego Madrigal José Miguel Cubero | 1:0 2:1 3:2 4:3 5:4 5:5 |

| Acierto de penal · Acierto de penal · Fallo de penal · Acierto de penal · Acierto de penal · Acierto de penal · Acierto de penal | Alejandro Alpízar Kevin Sancho Elías Palma Juan Gabriel Guzmán Marcelo Sarvas Porfirio López Argenis Fernández | 1:1 2:2 3:2 3:3 4:4 5:5 5:6 |

| 27' · 116' · 116' | Anderson Andrade Pablo Salazar Marvin Angulo |

| 6' · 23' · 25' · 65' · 115' · 117' | Kevin Sancho Christian Oviedo Elías Palma Jonathan McDonald Alejandro Alpízar Luis Miguel Valle |

| 60', 119' | Cristopher Meneses |

| Principal  | Jeffrey Solís Calderón |
| Asistentes | Marvin Ramírez         |
|            | Leonel Leal            |
| Cuarto     | Henry Bejarano         |

| 20    | POR   | Daniel Cambronero   |     |
| 17    | DEF   | Marvin Obando       |     |
| 21    | DEF   | Pablo Salazar       |     |
| 4     | DEF   | Christian Montero   |     |
| 26    | DEF   | Junior Alvarado     |     |
| 28    | MED   | José Carlos Cancela | 67' |
| 7     | MED   | José Luis Cordero   |     |
| 14    | MED   | José Miguel Cubero  |     |
| 77    | MED   | Anderson Andrade    |     |
| 9     | DEL   | Olman Vargas        | 94' |
| 23    | DEL   | Víctor Núñez        | 65' |
| D. T. | D. T. | Jafet Soto          |     |

| 1     | POR   | Patrick Pemberton  |     |
| 2     | DEF   | Elías Palma        |     |
| 18    | DEF   | Porfirio López     |     |
| 29    | DEF   | Jorge Davis        |     |
| 14    | DEF   | Cristopher Meneses |     |
| 17    | DEF   | Kevin Sancho       |     |
| 5     | MED   | Christian Oviedo   | 52' |
| 10    | MED   | Marcelo Sarvas     |     |
| 13    | MED   | Luis Miguel Valle  |     |
| 11    | DEL   | Alejandro Alpízar  |     |
| 19    | DEL   | Jonathan McDonald  | 79' |
| D. T. | D. T. | Óscar Ramírez      |     |

| 19 | DEL | Jorge Barbosa  | 65' |
| 11 | MED | Marvin Angulo  | 67' |
| 27 | MED | Diego Madrigal | 94' |

| 16 | MED | Allen Guevara 104'  | 52'  |
| 28 | MED | Juan Gabriel Guzmán | 79'  |
| 21 | DEL | Argenis Fernández   | 104' |

| 72' | José Luis Cordero | 1:1 |

| 55' | Marcelo Sarvas | 0:1 |

| Acierto de penal · Acierto de penal · Acierto de penal · Fallo de penal · Acierto de penal · Acierto de penal · Fallo de penal | Marvin Angulo Jorge Barbosa Pablo Salazar Anderson Andrade José Luis Cordero Diego Madrigal José Miguel Cubero | 1:0 2:1 3:2 4:3 5:4 5:5 |

| Acierto de penal · Acierto de penal · Fallo de penal · Acierto de penal · Acierto de penal · Acierto de penal · Acierto de penal | Alejandro Alpízar Kevin Sancho Elías Palma Juan Gabriel Guzmán Marcelo Sarvas Porfirio López Argenis Fernández | 1:1 2:2 3:2 3:3 4:4 5:5 5:6 |

| 27' · 116' · 116' | Anderson Andrade Pablo Salazar Marvin Angulo |

| 6' · 23' · 25' · 65' · 115' · 117' | Kevin Sancho Christian Oviedo Elías Palma Jonathan McDonald Alejandro Alpízar Luis Miguel Valle |

| 60', 119' | Cristopher Meneses |

| Principal  | Jeffrey Solís Calderón |
| Asistentes | Marvin Ramírez         |
|            | Leonel Leal            |
| Cuarto     | Henry Bejarano         |

| 20    | POR   | Daniel Cambronero   |     |
| 17    | DEF   | Marvin Obando       |     |
| 21    | DEF   | Pablo Salazar       |     |
| 4     | DEF   | Christian Montero   |     |
| 26    | DEF   | Junior Alvarado     |     |
| 28    | MED   | José Carlos Cancela | 67' |
| 7     | MED   | José Luis Cordero   |     |
| 14    | MED   | José Miguel Cubero  |     |
| 77    | MED   | Anderson Andrade    |     |
| 9     | DEL   | Olman Vargas        | 94' |
| 23    | DEL   | Víctor Núñez        | 65' |
| D. T. | D. T. | Jafet Soto          |     |

| 1     | POR   | Patrick Pemberton  |     |
| 2     | DEF   | Elías Palma        |     |
| 18    | DEF   | Porfirio López     |     |
| 29    | DEF   | Jorge Davis        |     |
| 14    | DEF   | Cristopher Meneses |     |
| 17    | DEF   | Kevin Sancho       |     |
| 5     | MED   | Christian Oviedo   | 52' |
| 10    | MED   | Marcelo Sarvas     |     |
| 13    | MED   | Luis Miguel Valle  |     |
| 11    | DEL   | Alejandro Alpízar  |     |
| 19    | DEL   | Jonathan McDonald  | 79' |
| D. T. | D. T. | Óscar Ramírez      |     |

| 19 | DEL | Jorge Barbosa  | 65' |
| 11 | MED | Marvin Angulo  | 67' |
| 27 | MED | Diego Madrigal | 94' |

| 16 | MED | Allen Guevara 104'  | 52'  |
| 28 | MED | Juan Gabriel Guzmán | 79'  |
| 21 | DEL | Argenis Fernández   | 104' |

| 72' | José Luis Cordero | 1:1 |

| 55' | Marcelo Sarvas | 0:1 |

| Acierto de penal · Acierto de penal · Acierto de penal · Fallo de penal · Acierto de penal · Acierto de penal · Fallo de penal | Marvin Angulo Jorge Barbosa Pablo Salazar Anderson Andrade José Luis Cordero Diego Madrigal José Miguel Cubero | 1:0 2:1 3:2 4:3 5:4 5:5 |

| Acierto de penal · Acierto de penal · Fallo de penal · Acierto de penal · Acierto de penal · Acierto de penal · Acierto de penal | Alejandro Alpízar Kevin Sancho Elías Palma Juan Gabriel Guzmán Marcelo Sarvas Porfirio López Argenis Fernández | 1:1 2:2 3:2 3:3 4:4 5:5 5:6 |

| 27' · 116' · 116' | Anderson Andrade Pablo Salazar Marvin Angulo |

| 6' · 23' · 25' · 65' · 115' · 117' | Kevin Sancho Christian Oviedo Elías Palma Jonathan McDonald Alejandro Alpízar Luis Miguel Valle |

| 60', 119' | Cristopher Meneses |

| Principal  | Jeffrey Solís Calderón |
| Asistentes | Marvin Ramírez         |
|            | Leonel Leal            |
| Cuarto     | Henry Bejarano         |

| 20    | POR   | Daniel Cambronero   |     |
| 17    | DEF   | Marvin Obando       |     |
| 21    | DEF   | Pablo Salazar       |     |
| 4     | DEF   | Christian Montero   |     |
| 26    | DEF   | Junior Alvarado     |     |
| 28    | MED   | José Carlos Cancela | 67' |
| 7     | MED   | José Luis Cordero   |     |
| 14    | MED   | José Miguel Cubero  |     |
| 77    | MED   | Anderson Andrade    |     |
| 9     | DEL   | Olman Vargas        | 94' |
| 23    | DEL   | Víctor Núñez        | 65' |
| D. T. | D. T. | Jafet Soto          |     |

| 1     | POR   | Patrick Pemberton  |     |
| 2     | DEF   | Elías Palma        |     |
| 18    | DEF   | Porfirio López     |     |
| 29    | DEF   | Jorge Davis        |     |
| 14    | DEF   | Cristopher Meneses |     |
| 17    | DEF   | Kevin Sancho       |     |
| 5     | MED   | Christian Oviedo   | 52' |
| 10    | MED   | Marcelo Sarvas     |     |
| 13    | MED   | Luis Miguel Valle  |     |
| 11    | DEL   | Alejandro Alpízar  |     |
| 19    | DEL   | Jonathan McDonald  | 79' |
| D. T. | D. T. | Óscar Ramírez      |     |

| 19 | DEL | Jorge Barbosa  | 65' |
| 11 | MED | Marvin Angulo  | 67' |
| 27 | MED | Diego Madrigal | 94' |

| 16 | MED | Allen Guevara 104'  | 52'  |
| 28 | MED | Juan Gabriel Guzmán | 79'  |
| 21 | DEL | Argenis Fernández   | 104' |

| 72' | José Luis Cordero | 1:1 |

| 55' | Marcelo Sarvas | 0:1 |

| Acierto de penal · Acierto de penal · Acierto de penal · Fallo de penal · Acierto de penal · Acierto de penal · Fallo de penal | Marvin Angulo Jorge Barbosa Pablo Salazar Anderson Andrade José Luis Cordero Diego Madrigal José Miguel Cubero | 1:0 2:1 3:2 4:3 5:4 5:5 |

| Acierto de penal · Acierto de penal · Fallo de penal · Acierto de penal · Acierto de penal · Acierto de penal · Acierto de penal | Alejandro Alpízar Kevin Sancho Elías Palma Juan Gabriel Guzmán Marcelo Sarvas Porfirio López Argenis Fernández | 1:1 2:2 3:2 3:3 4:4 5:5 5:6 |

| 27' · 116' · 116' | Anderson Andrade Pablo Salazar Marvin Angulo |

| 6' · 23' · 25' · 65' · 115' · 117' | Kevin Sancho Christian Oviedo Elías Palma Jonathan McDonald Alejandro Alpízar Luis Miguel Valle |

| 60', 119' | Cristopher Meneses |

| Principal  | Jeffrey Solís Calderón |
| Asistentes | Marvin Ramírez         |
|            | Leonel Leal            |
| Cuarto     | Henry Bejarano         |

|                                       |
|                                       |
| Campeón L. D. Alajuelense 27.º título |

## Estadísticas

### Tabla de goleadores
Lista con los máximos goleadores del torneo.
| Jugador                | Equipo             | Goles |
| ---------------------- | ------------------ | ----- |
| Randall Brenes         | C. S. Cartaginés   | 13    |
| Jairo Arrieta          | Deportivo Saprissa | 12    |
| José Luis Cordero      | C. S. Herediano    | 11    |
| Víctor Núñez           | C. S. Herediano    | 9     |
| Olman Vargas           | C. S. Herediano    | 8     |
| Yendrick Ruiz          | Puntarenas F. C.   | 8     |
| Jonathan McDonald      | L. D. Alajuelense  | 7     |
| Jorge Alejandro Castro | Santos de Guápiles | 7     |
| Kenny Cunningham       | A. D. San Carlos   | 7     |